# Ilyushin Il-102
El Ilyushin Il-102 (en ruso: Ил-102) fue un avión a reacción de ataque a tierra, diseñado por Ilyushin, y que realizó su primer vuelo el 25 de septiembre de 1982. Esta aeronave nunca fue seleccionada para entrar en producción, dado que fue sobrepasada por el Su-25, y tan solo dos prototipos fueron desarrollados para su evaluación.
Esta aeronave estaba motorizada con dos Tumansky I-88. Una de las características más inusuales de este avión era el disponer de una torreta trasera para su autodefensa, algo que no se veía en los aviones de ataque al suelo desde la Segunda Guerra Mundial, como el Il-2 Shturmovik y el Il-10, los antecesores conceptuales del Il-102.

### Desarrollos relacionados
- Ilyushin Il-40

### Aeronaves similares
- Fairchild Republic A-10 Thunderbolt II
- Northrop YA-9
- Sukhoi Su-25